# دانشگاه بین‌المللی استمفورد
دانشگاه بین‌المللی استمفورد (به لاتین: Stamford International University) یک دانشگاه در تایلند است که در Phetchaburi واقع شده‌است.